# Longitarsus buonloiensis
Longitarsus buonloiensis es una especie de insecto coleóptero de la familia Chrysomelidae. Fue descrita científicamente en 1986 por Gruev.